# 人体冷凍保存
人体冷凍保存（じんたいれいとうほぞん、英: cryonics）は、現在の医療技術で治療が不可能な人体を、冷凍保存することである。未来の医療技術が発展することに夢を託し、蘇生する技術が完成した時点で解凍、治療しようという考え方である。有名な事例では、アメリカの有名メジャーリーガーであるテッド・ウィリアムズが保存されている。
世界全体で約350人が冷凍保存されている（2016年時点）。イギリスの高等法院は2016年、癌で死期が迫り死後の冷凍保存を希望した少女(当時14歳)による訴えを認め、少女はアメリカで冷凍保存された。費用は推定3万7000ポンド（約500万円）。ただし高等法院は冷凍保存の是非や科学的有効性については判断せず、反対した父親との家族間の争いとして審理した。技術的には死亡直後に体液を不凍液と入れ替え、零下196℃の液体窒素で腐敗などによる損壊を防ぐ措置が施された。
現在の技術では、人体に含まれる水分が冷凍されることで膨張し、細胞膜を破壊してしまうなどの問題がある。現在の人体冷凍保存は、将来的なナノテクノロジー技術などの発展によって細胞膜を補修することが可能になることを期待している。この問題に対しては、水分を事前に何らかの方法で不凍液などに置換し、冷凍時における細胞膜の破壊を防ぐなどの技術が模索されている。
クライオニクス（人体冷凍保存）の処置は、法的な死亡の宣告が為されるまでは始められない。その宣告は通常は心拍の停止を基準に為される（脳活動の測定を基準にするものはごく稀である）。心臓が停止し、血流が止まると虚血による損傷が始まる。酸素と栄養を奪われ、細胞、組織、臓器の劣化が始まる。数分も過ぎて再び心臓を動かせば、再流入した酸素は、酸化ストレスによって更に深刻な損傷を招く。この現象を再灌流障害と言う。クライオニキスト達は、死の宣告が為された後に、できるだけ迅速に（心肺蘇生法のような）心肺補助と冷却を始めることにより、虚血と再灌流障害を最小限に抑えようと努力している。ヘパリンのような抗凝血剤や抗酸化剤が用いられていると思われる。アメリカ合衆国フロリダ州に拠点を置くサスペンデット・アニメーション lnc.は、クライオニクス救助における虚血障害を最小限に食い止めるため、最適な処理手順の研究とその実施に専門的に取り組んでいる。
凍結療法は、凍結保護剤にもかかわらず、細胞の寒さによって引き起こされる損傷のために、科学界から懐疑的に見られている。 2018年には、新しい方法であるガラス固定法が開発されたが、ガラス固定法にはシナプスの興奮性閾値の保存が欠けているという欠点がある。 したがって、2023年には、ガラス固化中のシナプスの興奮性閾値の保存に向けた研究を進めることが急務となっている状態である。